# Jiang Lan
Jiang Lan (* 27. Juni 1989 in Suzhou) ist eine ehemalige chinesische Leichtathletin, die sich auf den Sprint spezialisiert hatte.

## Sportliche Laufbahn
Erste internationale Erfahrungen sammelte Jiang Lan im Jahr 2007, als sie bei den Weltmeisterschaften in Osaka mit der chinesischen 4-mal-100-Meter-Staffel mit 43,39 s im Vorlauf ausschied. Im Jahr darauf nahm sie dann mit der Staffel an den Olympischen Spielen in Peking teil, verfehlte dort aber mit 43,78 s den Finaleinzug. 2009 belegte sie bei den Hallenasienspielen in Hanoi in 7,52 s den fünften Platz im 60-Meter-Lauf. Anschließend gewann sie bei den Asienmeisterschaften in Guangzhou in 23,65 s die Bronzemedaille über 200 Meter hinter der Japanerin Momoko Takahashi und Vũ Thị Hương aus Vietnam und wurde mit der Staffel im Vorlauf disqualifiziert. Daraufhin siegte sie bei den Ostasienspielen in Hongkong in 23,92 s im 200-Meter-Lauf sowie in 44,69 s mit der 4-mal-100 und in 3:37,72 min auch mit der 4-mal-400-Meter-Staffel. Im Jahr darauf siegte sie bei den Hallenasienmeisterschaften in Teheran in 7,51 s über 60 Meter. Anschließend nahm sie an den Asienspielen in Guangzhou teil und gewann dort mit der Staffel in 44,22 s die Silbermedaille hinter dem Team aus Thailand. 2011 scheiterte sie bei den Asienmeisterschaften in Kōbe mit 25,09 s über 200 Meter in der ersten Runde, gewann aber mit der Staffel in 44,23 s die Silbermedaille hinter den Japanerinnen. Anschließend startete sie mit der Staffel auch bei den Weltmeisterschaften in Daegu, bei denen sie im Vorlauf disqualifiziert wurde. 2017 bestritt sie in Tianjin ihren letzten Wettkampf und beendete daraufhin ihre Karriere als Leichtathletin im Alter von 28 Jahren.
2007 wurde Jiang chinesische Meisterin im 100-Meter-Lauf.

## Persönliche Bestzeiten
- 100 Meter: 11,49 s (+0,7 m/s), 29. Oktober 2007 in Wuhan
  - 60 Meter (Halle): 7,30 s, 26. Januar 2008 in Shanghai
- 200 Meter: 23,31 s (−0,6 m/s), 10. September 2013 in Shenyang
  - 200 Meter (Halle): 23,52 s, 7. März 2013 in Nanjing (chinesischer Rekord)